# Gerrit Wustmann
Gerrit Wustmann (geboren 1982 in Lindenthal (Köln)) ist ein deutscher Autor. Bekannt wurde er mit einem Gedicht-Zyklus über Istanbul der Gegenwart, der auch in der Türkei herausgebracht wurde.

## Leben
Gerrit Wustmann studierte Orientalistik, Geschichte und Politologie in Köln und Bonn. Seit 2001 veröffentlicht er Lyrik und Prosa in Anthologien, Literaturzeitschriften und Einzeltiteln. Seine Gedichte wurden ins Englische, Italienische, Türkische und Persische übersetzt. Wustmann erhielt mehrere Stipendien, darunter von der Kunststiftung NRW und dem Land NRW. Er lebt als freiberuflicher Journalist, Übersetzer und Schriftsteller in Kerpen. Für Die Tageszeitung und den Freitag schreibt er u. a. über Literatur und die Situation von Autoren in der Türkei. In der Reihe Zeitlupe – Essays aus „Europa in der Krise“ des Hörfunksenders WDR3 erzählt er „Geschichten aus der rheinischen Provinz“. Gemeinsam mit dem KulturForum TürkeiDeutschland gründete er die Veranstaltungsreihe „Stimmen der Freiheit“, die auf das Schicksal in der Türkei inhaftierter Schriftsteller und Journalisten aufmerksam machen soll.

## Werk
Im Jahr 2010 begann Wustmann an einer Istanbul-Trilogie zu arbeiten, die er 2015 abschloss. Die drei Gedichtbände in deutscher und türkischer Sprache mit den Titeln Beyoğlu Blues, Istanbul Bootleg und Taksim Tango sind lyrische Streifzüge durch die türkische Metropole und die aktuelle Geschichte der Stadt. Mit Hilfe eines Stipendiums der Stadt Köln verbrachte er 2012 drei Monate im Künstlerhaus „Atelier Galata“ in Istanbul, der Partnerstadt von Köln. Die Jury hatte ihn ausgewählt, weil seine Gedichte in dem ersten Band Beyoğlu Blues „den Geist von Istanbul schon längst hintergründig und besonnen erfasst haben“. Für sein Gedicht zaman/zeit wurde er im selben Jahr mit dem postpoetry.NRW-Lyrikpreis ausgezeichnet. Den zweiten Band, Istanbul Bootleg, der zusammen mit einem zweisprachigen Hörbuch erschien, besprach Martin Becker für Deutschlandfunk Kultur. Er hob die sehr musikalische Sprache der Texte hervor. Die Kapitel sind mit Begriffen aus der Schallplattenproduktion wie Demotapes, B-Seiten, Remixes und Bootlegs überschrieben. „Das Hörbuch nimmt diesen Gedanken auf und trägt zur musikalischen Form von Istanbul Bootleg bei.“ In Wustmanns Gedichten spüre man dem Alltag eines Fremden in der Stadt nach. Er schaffe Bilder, die sich einprägen. Bei aller Sehnsucht, die aus ihnen spreche, entwerfe er kein verklärtes Bild des Istanbul der Gegenwart. Die „schmutzigen Ecken“ zeige er in seinen Texten auch, beispielsweise, wenn er in einem Gedicht an politisch verfolgte oder geächtete, türkische Künstler erinnert. „Doch das geschieht leise und zart, wie alle Texte dieses Hörbuchs von großer Sanftheit sind.“ Unter dem Titel Istanblues wurde der Gedicht-Zyklus auch in der Türkei herausgebracht.
Im Jahr 2011 gab Wustmann eine Anthologie mit persischer Lyrik im deutschsprachigen Raum heraus. Sie umfasst laut seines Vorworts neben Autoren, die im deutschsprachigen Raum auf Persisch und/oder auf Deutsch schreiben, auch Werke von Dichterinnen und Dichtern, die im Iran in deutscher Sprache schreiben.
In seinem 2021 erschienenen Essay Weltliteratur schreibt er über seine persönlichen Erfahrungen in Istanbul und über seine arabischen, persischen und türkischen Lektüren und plädiert für ein neues Literaturverständnis. 2025 erschien das Buch im iranischen Exilverlag Forough in Köln auf Persisch, übersetzt von Fahimeh Farsaie.

## Auszeichnungen
- 2012: Postpoetry Lyrikpreis
- 2015: Förderpreis des Landes Nordrhein-Westfalen für junge Künstlerinnen und Künstler.[8]

## Werke (Auswahl)
- Lyrik-Zyklus, deutsch-türkisch, ins Türkische übertragen von Miray Atli:
  - Beyoğlu Blues. Gedichte. Mit einem Vorwort von Erika Glassen. Fixpoetry Verlag, Hamburg 2011
  - Istanbul Bootleg. Gedichte. Mit einer Audio-CD und einem Vorwort von Dogan Akhanli. Binooki Verlag, Berlin 2013
  - Taksim Tango. Gedichte. Binooki Verlag, Berlin 2016
- Erinnerung & Morgenröte. Lyrik und Prosa. Engelsdorfer Verlag. Leipzig, 2006
- Morgenende. Gedichte. Silver Horse Edition, Marklkofen 2009
- grüngewandet. Gedichte. Sujet Verlag, Bremen 2014
- Der Park. Literatur Quickie Verlag, Hamburg, 2014
- B-Sides. Gedichte 2010–2016. Elif Verlag, Nettetal 2022
- Nichts daran ist witzig. Stories. Sujet Verlag, Bremen 2023
- Sterben in deinem Geweih. Sujet Verlag, Bremen 2025

Essays
- »Erwähne auf keinen Fall meinen Namen!« Repression gegen das freie Wort in der Türkei, in: Allmende – Zeitschrift für Literatur, Nr. 99/2017 (pdf)
- Weltliteratur. Warum wir ein neues Literaturverständnis brauchen, Sujet Verlag, Bremen 2021, ISBN 978-3-96202-081-1

als Herausgeber
Am Rande der Sprache steht ein Gedicht: Axel Kutsch - Das lyrische Werk 1969 - 2022, Verlag Ralf Liebe, Weilerswist 2023 (mit Katja Kutsch)
- Stimmen der Freiheit. Zur Freiheit des Wortes in der Türkei. Verlag Das kulturelle Gedächtnis, Berlin 2022, ISBN 978-3-946990-72-7
- Aufwachen in Istanbul. Kölner Künstlerinnen und Künstler am Bosporus. Binooki Verlag, Berlin 2019
- Hier ist Iran! Persische Lyrik im deutschsprachigen Raum. Sujet Verlag, Bremen 2011 (2. Auflage 2017), ISBN 978-3-96202-000-2

Übersetzungen
- Steve Rasnic Tem: Das leise Fallen von Staub an einem ruhigen Ort. Aus dem Amerikanischen und mit einem Nachwort von Gerrit Wustmann. Literatur Quickie Verlag, Hamburg 2022
- Faye Cukier: Flucht vor dem Hakenkreuz. Aus dem Amerikanischen von Gerrit Wustmann. Emons Verlag, Köln 2012, ISBN 978-3-89705-987-0